# Intersubjectivité (phénoménologie)
La question de l'intersubjectivité, ou de l'altérité en phénoménologie est d'abord celle de l'expérience humaine qui n'est pas celle d'un être isolé, mais celle d'un être en rapport avec les autres. Depuis Descartes, la philosophie pose comme point de départ de toute pensée le Je, lieu du cogito, permanent et fondement de toute connaissance certaine. Enfermé dans sa sphère et isolé des autres, le rapport du Je à autrui et sa reconnaissance en tant qu'autre que soi est d'autant plus difficile à comprendre que se renforce dans la philosophie moderne la subjectivité du sujet.

## Husserl

### Qu'entend-on par intersubjectif?
Bernard Bouckaert, dans un article de la Revue philosophique de Louvain, désigne la cinquième des Méditation cartésienne , comme « le seul texte de longue haleine et d'un seul tenant consacré par Husserl à l'intersubjectivité transcendantale ». Dans cet article de la Revue philosophique de Louvain, l'auteur rappelle la position traditionnelle (antérieure à Husserl) dans laquelle « on considère comme intersubjectif tout ce qui est indépendant de toute conscience quelle qu'elle soit et est par conséquent objectif ». Comme il le fait remarquer, une telle conception tend à confondre intersubjectivité  et universalité. Pour Husserl, l'objectivité est qualifiée d'intersubjective, non parce qu'elle est universelle mais« parce qu'elle dépend constitutivement d'une pluralité de sujets ». Cette définition n'est pas seulement sémantique, elle souligne une différence d'ordre ontologique entre le concept classique et le concept husserlien.
Dominique Pradelle, détermine trois couches de sens au terme d'intersubjectivité :
- la couche de sens « autre sujet » ou « autre ego » qui désigne le problème constitutif d'autrui comme « alter ego » ;
- la couche de l'objectivité du monde ;
- la couche de l'objectivité restreinte des objets culturels corrélats de communautés culturelles particulières.

### Le cadre interprétatif
Les Méditations cartésiennes, nous apprennent que c'est à l'intérieur de l'Ego que se constitue tout sens d'être. Il s'ensuit que pour cet Ego, l'affirmation de l'existence d'une autre conscience constituante, à la base du phénomène de l'intersubjectivité, est contradictoire. Husserl pense arriver à lever cette contradiction « à condition de descendre à un niveau de profondeur suffisant ». Avec l'existence d'autrui, mon monde cesse d'être l'œuvre exclusive de mon activité synthétique pour devenir un monde objectif qui transcende chaque monde privé et est commun à tous. Bernard Bouckaert, souligne les deux points suivants :
1. La question de l'intersubjectivité chez Husserl est une conséquence immédiate de l'emploi de la méthode réductive.
2. La nouveauté radicale de la pensée husserlienne de l'intersubjectivité

### La genèse du monde commun
L'établissement d'un lien entre l'objectivité du monde et l'intersubjectivité a été établi fermement par Emmanuel Kant qui avait défini la validité objective en disant « qu'elle vaut pour nous toujours et de même pour quiconque ».
Une fois écartée, au § 8 des « Méditations », l'existence absolue du monde, Husserl, réduit à son seul ego se trouve dans la nécessité de trouver une voie qui puisse justifier l'existence indubitable du monde objectif ou commun que perçoit l'attitude naturelle. Husserl tente de montrer que la constitution de l'« objectivité » n'est rien d'autre que la bonne interprétation de l'« intersubjectivité » note Emmanuel Housset.  « Toute la tâche ontologique de la cinquième méditation (des Méditations cartésiennes), est de mettre en vue dans une évidence sans appel le sens d'être du monde objectif, c'est-à-dire qu'objectivité signifie intersubjectivité », écrit Emmanuel Housset.
Emmanuel Housset note que « l'étude de la transcendance d'autrui a lieu sur l'horizon de la question de l'objectivité de façon à montrer que la donation de sens effectuée par les autres est une condition de possibilité du monde objectif ». Cet auteur résume en quatre points l'argumentation de Husserl :
- La réduction ou suspension du monde « ne suffisant pas à constituer le noème objectif », oblige à reconnaître que l'expérience d'une « subjectivité étrangère » appartient à la sphère primordiale.
- « Il est donc essentiel d'expliciter la constitution de l' alter ego à partir de l' ego pour élucider l'apparaître du monde objectif ». Le monde primordial de l'ego est a priori exclusivement mien. Constituer le monde objectif ou monde pour tous revient à réaliser une transgression de soi qu'il s'agit d'élucider.
- Avec l'expérience du monde objectif nous faisons aussi l'expérience des autres subjectivités et de ce qui en aucun cas ne peut être ramené à notre essence propre. Seul un alter ego  peut transgresser notre sphère propre.
- Selon Emmanuel Housset[11]  Husserl en déduit « que la transcendance du monde se fonde sur la transcendance d'autrui [...] et que celle-ci est préalable à toute mise en évidence de la transcendance du monde commun »

Grâce à l'intersubjectivité Husserl détermine « le sens d'être du monde objectif qui est d'être un monde commun où chaque chose est la même pour tous ».Loin de se résumer à n'être qu'une question d'anthropologie phénoménologique régionale distinguant le Je du Nous, Husserl comprend l'intersubjectivité, comme une dimension essentielle du monde. Mais l'accès à ce monde commun présuppose que je peux transgresser ma propre sphère absolue pour poser la transcendance d'autrui,,. Emmanuel Housset écrit « ce qui semblait une transcendance seconde par rapport à la transcendance du monde s'annonce au contraire comme une transcendance première en soi [...] De fait seule l'expérience de l'autre homme peut me sortir des limites de mon propre monde. C'est en constituant le sens d'autrui que le sujet peut constituer le monde commun [...] L'altérité du monde objectif [...] ne peut être comprise qu'à partir de l'expérience d'une pluralité d' ego unis en une même communauté ».

### La transcendance d'autrui
Le sens d’autrui est d’être une altérité, un autre moi-même, et la phénoménologie devra donc se demander comment le sujet peut il constituer le sens d’une telle altérité. Dans le processus de constitution qui accompagne l'époché, le problème de l'intersubjectivité se pose ainsi, selon Renaud Barbaras : « comment se fait-il que mon ego, à l'intérieur de son être propre, puisse en quelque sorte constituer l'autre justement comme lui étant étranger, c'est-à-dire lui conférer un sens existentiel qui le met hors du contenu concret du moi-même concret qui le constitue ? ». Il s'agit de faire apparaître l'étranger (l'autre Je pur qui est lui aussi un pôle à partir duquel le monde peut être constitué) comme une possibilité de l' ego constituant.
Avec Husserl la transcendance d'autrui est abordée dans le souci « concilier la constitution du monde dans la « subjectivité transcendantale » avec la transcendance de ce monde vis-à-vis de ma conscience, c'est-à-dire avec le fait qu'il s'offre à d'autres conscience », écrit Renaud Barbaras.

### La place du corps dans l'expérience de l'altérité
Il s'agit bien d'expérience car ce qui est en cause ce sont des ego et des alter ego incarnés, « qui sont donnés dans un appariement originaire, puisque le corps d'autrui et mon corps sont nécessairement pré-codonnés ». Le corps d'autrui ne se donne pas seulement comme corps-chose mais comme corps sensible, corps vivant, c'est-à-dire comme « apprésentation » d'un autre pôle à partir duquel le monde peut être constitué. Housset parle de ressemblance et de la saisie analogisante de l'autre corps avec notre « corps propre ». Barbaras, de son côté, parle d'une « chair » qui rend possible son propre débordement par autrui, parce qu'originellement en rapport avec une autre « chair ».

## Merleau-Ponty
Merleau-Ponty s'inscrit dans la lignée d'Husserl. Il prend appui sur ses descriptions de l' alter ego, pour résoudre la question de l’autre, en remontant en deçà de l’approche husserlienne qu’il qualifie de solipsiste. La notion de « corps propre » va jouer un rôle capital dans la vision merleau-pontienne de l'intersubjectivité,.
Une différence d'approche notable entre Merleau-Ponty et Husserl tient au rôle attribué à l'« objectivité » du monde. Ce n'est pas, comme chez Husserl, à partir de la constitution d'autrui que se révèle le monde commun, mais bien plutôt l'existence d'autrui, déjà présent par son corps, qui révèle celui-ci. « Le corps n’est ni une chose ni une somme d’organes, mais un réseau de liens, ouvert au monde et aux autres. Le monde est le lieu où se nouent la « corporéité » et l’« altérité». Les analyses de Merleau-Ponty sur la question du « corps propre » renvoient chaque fois au corps de l’autre, aussi bien dans les études du toucher, de la sexualité, que dans celles de la parole. Autrui y apparaît comme corps et l’intersubjectivité devient inter-corporéité ».  « Le corps propre n’est qu’une relation, une participation, moi et autrui sommes depuis toujours liés, nous participons à la même source, à la même « chair ontologique » ».
Merleau-Ponty pose ainsi le problème : « comment un objet matériel perçu en droit (un corps, un objet) peut recevoir une signification relevant de l’immatériel (le corps d’autrui, un objet culturel) en droit inaccessible à la perception », écrit Clémentine Chaperon. Il s'agit de répondre à l'objection adressée à Husserl : il est, impossible si je pense à la suite de Husserl constituer le monde de penser une autre conscience qui à l'égal de moi-même me constituerait et pour laquelle je ne serais donc pas constituant, mais un simple objet.
Merleau-Ponty tire les conséquences du fait« qu'il n'y a pas de place pour autrui et pour une pluralité de consciences dans la pensée objective », c'est-à-dire à la fois l'empirisme et l'idéalisme. À ce problème, les analyses liées à la notion de « corps propre » auraient apporté un commencement de solution. Or comme le note Denis Courville) « faire l'expérience du sens de l’« alter ego » est paradoxale au sens où, par l’intermédiaire de son corps physique, autrui est appréhendé « en chair et en os » devant moi; et cela sans que son expérience et son vécu intentionnel ne me soient disponibles ». Ce dont nous avons l'expérience c'est celle du corps physique d'autrui qui ne se résume pas à celle d'objet mais qui témoigne d'une « immédiateté intentionnelle » par laquelle nous serait « donné » ce corps à la fois comme chair et conscience. Pour Husserl c'est par analogie et empathie que les « ego » partagent le même monde. Mais, on peut lui objecter, que tant qu’il reste un analogue de moi-même, l’autre n’est qu’une modification de mon moi et si je veux le penser comme un véritable Je, je devrais me penser comme un simple objet pour lui, ce qui m'est impossible.
Pour Merleau-Ponty, il n'y a de possibilité de rendre compte de l'évidence de l'existence d'autrui (comme Je et conscience autonome) que lorsque nous nous attachons aux comportements dans le monde qui nous est commun plutôt qu'à nos êtres rationnels. « L’objectivité se constitue, non pas en vertu d’un accord entre des esprits purs, mais comme intercorporéité » écrit Denis Courville. On peut parler de « comportement » spontané puisque la réflexion nous découvre, sous-jacent, le corps-sujet, pré-personnel (phénoménal), donné à lui-même, dont les « fonctions sensorielles, visuelles, tactiles, auditives communiquent déjà avec les autres, pris comme sujets »,. Outre le monde naturel l'existence s'éprouve dans un monde social « dont je peux me détourner mais non pas cesser d'être situé par rapport à lui car il est plus profond que toute perception expresse ou tout jugement ».

## Heidegger
Avec Heidegger, ce qui saute d'abord aux yeux c'est le complet changement de vocabulaire. Il y est question d' « Être-avec », d' « Être-ensemble » à la place de « Nous » ou d'Intersubjectivité, de « Dasein » à la place d''ego, de « On » c'est-à-dire de Dasein sous l'empire des autres. Selon la thèse de Pierre Livet, l' « Être-avec » appartenant à l'essence même du Dasein, Heidegger n'aurait jamais pensé l'intersubjectivité en soi. Hadrien France-Lanord note qu'une bonne compréhension du Dasein, en posant sur des bases entièrement neuves la « relation à autrui », suffit à faire apparaître l'absence de toute problématique sur ce sujet « avec la question de l'être est donc directement en jeu celle de l'« altérité » ».
En effet, Heidegger pose d'emblée le Dasein comme essentiellement « être-avec ». Il n'y a pas un « Moi » et les autres, mais un monde donné les uns « avec » les autres (Mitdasein) qui sont aussi des Dasein. Le rapport à une extériorité à une totalité est ce qui apparaît en priorité lorsque l'on cherche à caractériser l'homme en son être. Comme le remarquent Annie Larivée et Alexandra Leduc le Dasein « n'est pas d'abord au-dedans de lui-même dans une sphère de considérations théoriques pour ensuite tomber dans le monde et avoir à se rattraper par le souci de lui-même, mais il est toujours, déjà absorbé par sa préoccupation de quelque ordre qu'elle soit ». Ainsi Heidegger, écarte les solutions de la tradition, (notamment l'intropathie) visant à jeter un pont vers l'autre alors que cette compréhension d'autrui nous est donnée d'emblée,. Les difficultés incontestables à garantir cette compréhension ne proviennent que de la tendance du Dasein à s'enliser dans les modes déficients de l'« être-en-commun » (où domine la séparation moi/autrui). Ainsi Jean-François Merquet souligne le cas où l'« être-avec » peut représenter un danger s'il est l'occasion pour l'être-là de se décharger dans l'anonymat du On, de son angoisse devant l'abîme du soi-même
Sur l'intersubjectivié, la question se résume pour Heidegger à résoudre « l'ambivalence inscrite dans l' « être-avec », de pouvoir être vécu « authentiquement » ou de mener au nivellement du « On » », écrit Pierre Livet.

### Les modes de rencontre des autres
À la base, il y a selon Marlène Zarader, la compréhension originaire du Dasein pour son monde, entente qui joue pour tous les étants intramondains et donc les autres Dasein aussi. Ces derniers tiennent leur place normale dans la suite des renvois, mais à la différence des « étants » ordinaires qui renvoient à autre chose qu'eux-mêmes, les Dasein se donnent toujours comme existants en vue d'eux-mêmes et rentrent, côte à côte, avec cette spécificité, dans l'ensemble ordonné des significativités du monde (comme malades d'un hôpital, comme clients d'un commerce, comme passagers d'un avion). Ainsi perçu dans la chaîne des significativités dégagée par la préoccupation du Dasein, autrui est néanmoins « més-interprété » car compris uniquement à travers leur fonction, comme les autres étant mis en jeu (le facteur simplement comme facteur, l'assureur comme assureur). Comme le note Marlène Zarader, l'« autre » rencontré dans le monde ambiant « n'est pas donné primairement comme une pure personne, mais toujours lié à une fonction, un projet. Je rencontre un étudiant, une voisine, un commerçant, un promeneur ». Il reste néanmoins que cette base de compréhension originaire offerte par l'ouverture primaire est nécessaire à tout approfondissement de la relation.
Heidegger avance un certain nombre de thèses quant au mode de donation d'autrui, ou sur la question du comment l'autre  Dasein  se manifeste-t-il à nous ? Si le monde quotidien est l'espace de rencontre d'autrui comme auteur ou destinataire des complexes d'outils, les modalités de présence d'autrui sont incommensurables à celles des objets. Le Dasein ne rencontre jamais l'« autre », hors contexte, contrairement à la pensée de d'Emmanuel Levinas. De ce fait, l'autre n'apparaît pas immédiatement dans son unicité non réductible à sa fonction. Par conséquent, ce n'est seulement pas à partir de cette commune préoccupation qu'autrui peut nous apparaître comme le  Dasein  qu'il est à l'instar de nous-mêmes. Parce que l'« autre » est essentiellement indisponible, la présence d'autrui a un caractère existential ambiguë pour le Dasein, plus près du monde du Soi que du monde commun Mitwelt, que pour cette raison Heidegger abandonne pour le terme de Mitsein.
L'avec de l' « être-avec » doit être compris, selon Pierre Livet, « existentialement », c'est-à-dire comme une dimension fondamentale de l' « être-au-monde » et non comme l'ajout d'autres êtres dans le monde ambiant du sujet.

### L'intersubjectivité au quotidien
« Tout rapport au monde quotidien implique la médiation par autrui : les choses qui nous entourent (en dehors des objets de la nature), sont fabriquées par quelqu'un et pour quelqu'un. Toutefois cela ne signifie pas qu'autrui soit donné à chaque fois concrètement et effectivement dans cette relation, mais seulement que le Dasein est toujours déjà avec autrui ». Pour Heidegger, autrui est primairement toujours lié à une fonction, à un projet.
Le « vivre ensemble », en régime de quotidienneté, est marqué par l'indifférence, la compétition, et la dictature du  On. Ce qui domine dans l'« être-en-commun » quotidien, c'est l'équivoque, la curiosité et le bavardage, note Marlène Zarader. Cette dernière rappelle que selon Heidegger, le Dasein ne manifeste ainsi aucune mauvaise volonté mais que cet « être-en-commun » lui est prédonné, toujours déjà là.
Par ailleurs, Heidegger note au §27, d' Être et Temps, que le Dasein préoccupé se trouve toujours soucieux de se différencier par la compétition d'avec les autres, de sauvegarder une certaine distance. Cette volonté de distanciation, der Abständigkeit ne manifeste-t-elle pas a contrario l'indifférenciation originaire entre les Dasein, leur imbrication réciproque dans l'opinion moyenne et les usages communs? Attitude qui manifeste la dictature du  On, la domination (du public), du qu'en-dira-t-on ?, qui devient par là, le vrai sujet phénoménologique du Mitsein quotidien. Le « On » n'est personne et tout le monde, c'est « Moi » en tant que je fais corps avec l'opinion moyenne. Le « On » est l'expression la plus courante de l' « être-avec ». « On » est avec les autres et « On » est comme les autres, même lorsque l'on croit être différent, on est différent et singulier, comme les autres le sont. Alain Boutot, rappelle cette phrase de Heidegger « ce n'est pas lui-même qui est, les autres lui ont ôté l'être ».
Marlène Zarader constate que si le « On » est le mode d'être quotidien du Dasein, alors cela signifie que dans cette quotidienneté le Dasein n'est pas lui-même, et l'« Autre », « autrui » n'est pas non plus proprement Autre (n'est pas proprement un Dasein, mais un étant).

### Les conditions d'un rapport authentique à autrui
« Être avec autrui est une caractéristique ontologique du Dasein [...]. le monde n'est pas seulement monde ambiant du Dasein il est toujours d'emblée monde commun partagé ». Tous les étants y compris nos semblables sont a priori rencontrés dans le cadre de la préoccupation, comme docteur, assureur, etc. Pour être rencontré comme un autre moi-même, autrement qu'à travers sa fonction dans ce monde partagé, il faut établir un rapport d'être à être, que Heidegger appellera Fürsorge ou « sollicitude ». C'est de l'être soi-même authentique de la « résolution » que jaillit pour la première fois l'être-l'un-avec-l'autre authentique.
Pour Heidegger, rencontrer l'autre, en tant qu'autre, passe d'abord par le saisissement de « l'étrangeté de son propre être ». Heidegger écrit « Ce qui se trouve chaque fois unique en son être et préserve ce caractère d'unicité, cela seul se montre vigoureux pour nous aider à reconnaître ce que l'autre a d'unique ». Par conséquent, la conquête de l' « être-ensemble » passe par un type particulier de solitude qui n'est pas celle du solitaire coupé du monde, mais celle de l'esseulement ou  das Vereinzelung . À propos de cette Vereinzelung , Florence Nicolas parle d'une démarche qui met chacun en face de sa propre liberté et rend possible la rencontre de l'autre.

« La Résolution à soi-même place le  Dasein dans la possibilité de laisser être les « autres » dans leur pouvoir-être le plus propre et d'ouvrir conjointement celui-ci dans la sollicitude qui devance et libère - Martin Heidegger Sein und Zeit p. 298. »

Par la rupture avec le On, « l'existence est transfigurée ». Parce que je sais où j'en suis avec moi-même, le propre de l'autre peut m'apparaître. Le Là ouvert devient une situation nouvelle, occasion pour une action véritable, occasion d'une véritable rencontre d'autrui. Heidegger (in Être et Temps SZ p. 42) analysant les différentes modalités de la sollicitude, Fürsorge : « quand elle est authentique, elle restitue à autrui son propre souci, quand elle est inauthentique, elle l'en décharge, et se soucie à la place de l'autre, l'expulsant ainsi de sa place » cité par Pierre Livet.
Heidegger (in Être et Temps SZ p. 42) analysant les différentes modalités de la sollicitude, Fürsorge : « quand elle est authentique, elle restitue à autrui son propre souci, quand elle est inauthentique, elle l'en décharge, et se soucie à la place de l'autre, l'expulsant ainsi de sa place » cité par Pierre Livet.
Cette sollicitude ou Fürsorge est dite impropre lorsqu'elle consiste à traiter autrui comme une chose ou un instrument. Cette sollicitude peut prendre deux formes, une forme négative exprimant une méfiance vis-à-vis de ceux qui sont attelés à la même affaire, et une forme positive, mais néanmoins impropre lorsque cette sollicitude tend à décharger l'autre de son souci, lui déniant ainsi par contrecoup son autonomie.
Dans son principe la sollicitude propre ou respectueuse  « libère autrui pour son pouvoir-être, le restitue à son souci et le replace dans le mouvement de son ouverture à la question de son être », écrit Pierre Livet,. Pour ce dernier, la question reste toutefois posée de savoir si c'est autrui qui s'ouvre ou notre sollicitude qui ouvre car alors nous retomberions, encore et toujours, dans un rapport de coexistence et non pas dans un rapport authentique avec autrui.

## Levinas
Chez Husserl « l'ego monadique ne se transcende véritablement lui-même que par la constitution » d'autrui. Emmanuel Levinas s'en distingue en ce qu'il décrit la rencontre d'autrui comme une « effraction », non comme une constitution, et que c'est cette effraction qui nous ouvre au monde commun. Comme le fait remarquer Pascal David dans son article sur l'altérité, « la réciprocité du rapport d'un toi à un toi est impensable dans une métaphysique de la subjectivité, car l'autre vient toujours en un sens après la position du sujet [...] c'est par rapport à la cinquième Méditation de Husserl plutôt que par rapport à Heidegger que la pensée de Levinas trouve ses élans fondateurs ».

## Ressources
Dans sa contribution à l'ouvrage collectif consacré à Eugen Fink, Pol Vandevelde
fait de celui-ci l'intermédiaire entre les approches respectives de Husserl et de Heidegger. Pour Husserl il s'agit avec l'intersubjectivité, de clarifier un rapport de consciences. Côté heideggérien « autrui n'est plus considéré comme un objet d'expérience, mais comme une dimension à priori du sens de l'existence humaine. La rencontre d'autrui ne relève plus du cadre sujet-objet mais d'une dimension plus profonde plus fondamentale ». Selon Pol Vandevelde, Fink tente de résoudre cette alternative en ayant recours au concept de communauté